# Can Batllevell
Can Batllevell és una masia de Gelida (Alt Penedès) protegida com a Bé Cultural d'Interès Local.

## Descripció
Aquesta masia es compon d'un cos principal de planta baixa i pis amb coberta a dues aigües. Posteriorment s'hi han afegit els cossos laterals que consten de planta baixa, pis i golfes. Destaca el ritme i la uniformitat de buits que es repeteixen en tots els volums. La porta d'accés és d'arc de mig punt i les obertures de les golfes són tres finestres en forma d'arc.

## Història
La masia té el seu origen al segle xiv o xv, però fou refeta a mitjan segle xx juntament amb els annexes.